# باتريك اوبويا
باتريك اوبويا (بالإنجليزية: Patrick Oboya)‏ (19 فبراير 1987 بنيروبي في كينيا - ) هو لاعب كرة قدم كيني في مركز الوسط. شارك مع منتخب كينيا لكرة القدم. أما مع النوادي، فقد لعب مع نادي توسكر ونادي غور مايا وFK Třinec ‏ وA.F.C. Leopards ‏ وFK Baník Most 1909 ‏ ونادي روجومبيروك.

## وصلات خارجية
- باتريك اوبويا على موقع الاتحاد الدولي (مؤرشف)  (الإنجليزية)
- باتريك اوبويا على موقع قاعدة بيانات كرة القدم.إي يو (الإنجليزية)
- باتريك اوبويا على موقع ناشيونال فوتبول تيمز (الإنجليزية)
- باتريك اوبويا على موقع Soccerway.com (الإنجليزية)